# 布拉提斯拉瓦4區

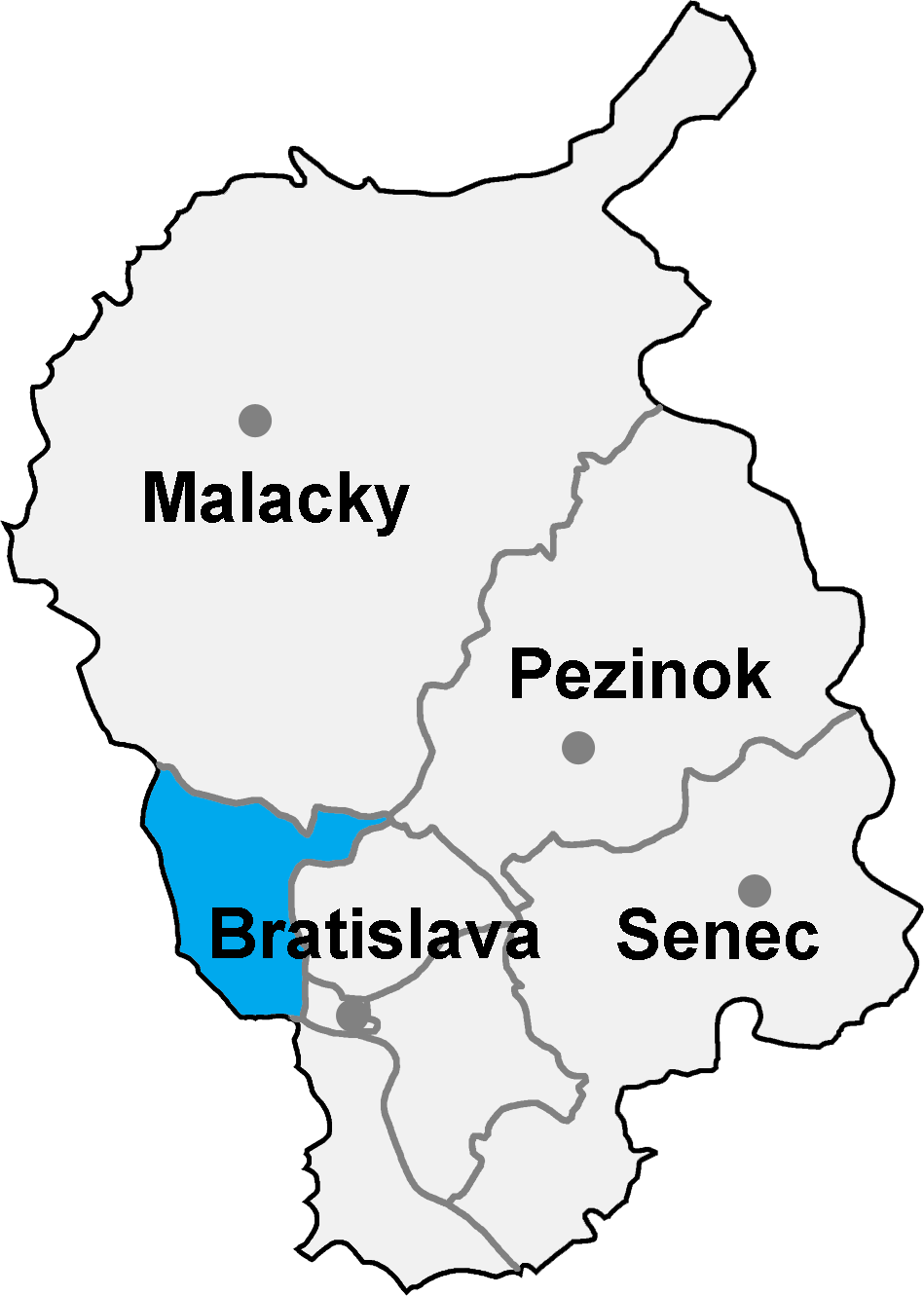

布拉提斯拉瓦4區是斯洛伐克首都布拉提斯拉瓦的一個區，範圍包括了布拉提斯拉瓦的西北部地區，包括德温、德温新村、杜布拉夫卡、卡爾洛瓦村、拉馬奇和扎霍爾斯卡比斯特里察等市区。布拉提斯拉瓦4區在西側隔摩拉瓦河和奧地利接壤。布拉提斯拉瓦4區面積92平方公里。2004年，布拉提斯拉瓦4區有人口92,926人。